# Gmina związkowa Otterbach
Gmina związkowa Otterbach (niem. Verbandsgemeinde Otterbach) – dawna gmina związkowa w Niemczech, w kraju związkowym Nadrenia-Palatynat, w powiecie Kaiserslautern. Siedziba gminy związkowej znajdowała się w miejscowości Otterbach. 1 lipca 2014 gmina związkowa została połączona z gminą związkową Otterberg tworząc nową gminę związkową Otterbach-Otterberg.

## Podział administracyjny
Gmina związkowa zrzeszała siedem gmin wiejskich:
1. Frankelbach
2. Hirschhorn/Pfalz
3. Katzweiler
4. Mehlbach
5. Olsbrücken
6. Otterbach
7. Sulzbachtal